# Werkzyklus

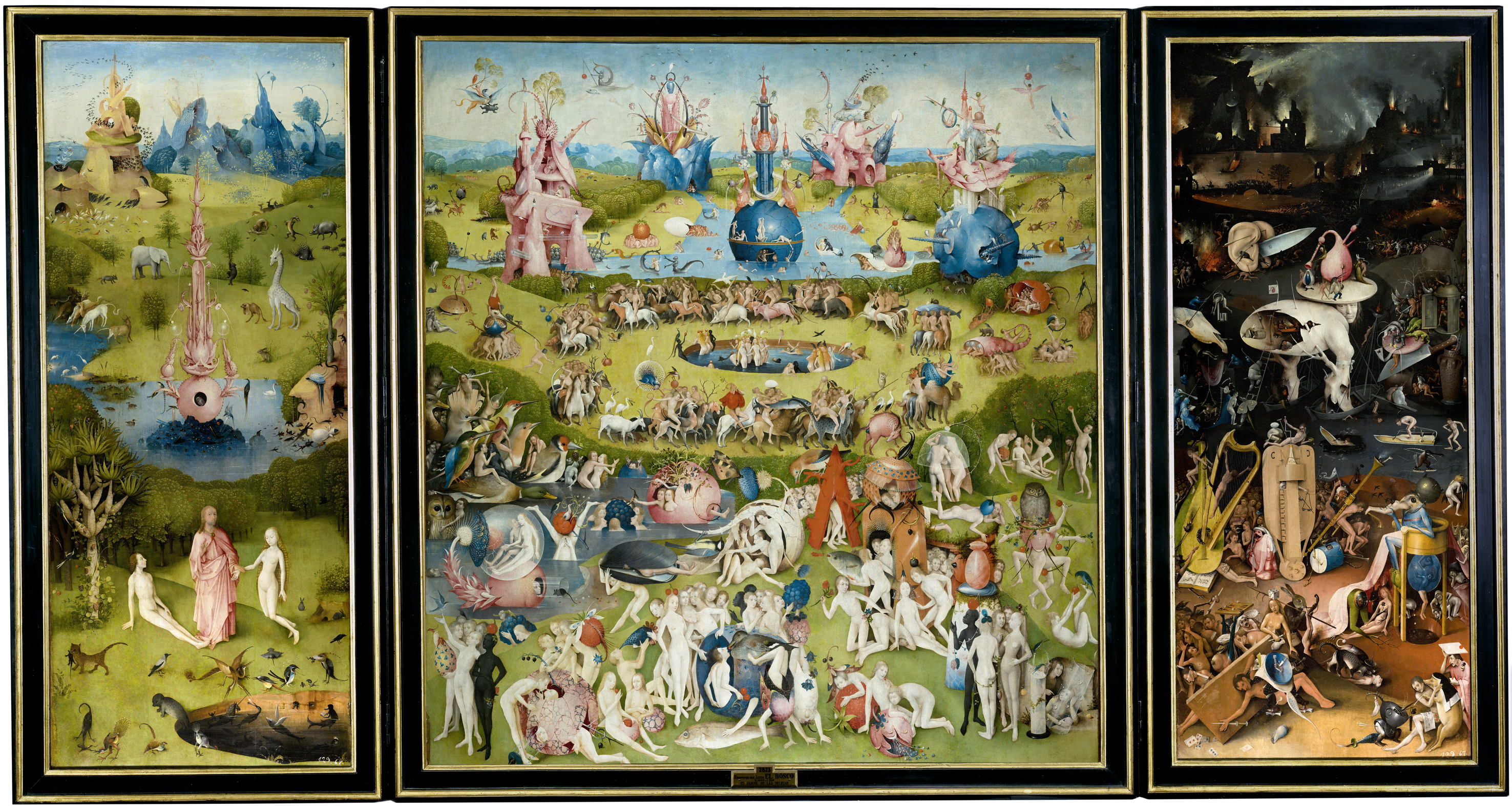
Das Triptychon Der Garten der Lüste (zwischen 1490 und 1500) von Hieronymus Bosch

Ein Werkzyklus (mehrdeutig manchmal auch Mehrteiler) ist eine Einheit aus mindestens zwei Kunstwerken oder vergleichbaren Kulturprodukten (Bildende Kunst, Musik, Literatur, Hörspiel, Film, Video- und Computerspiel), die jeweils in sich abgeschlossen sind und auch getrennt voneinander gelesen, gehört, angeschaut, gelesen oder gespielt werden können, von ihrem Urheber jedoch zueinander in Beziehung gesetzt und als Gruppe geschaffen worden sind.
In Zyklen von erzählenden oder dramatischen literarischen Werken, von Filmen und von Video- und Computerspielen haben die Einzelwerke oft denselben Hauptfigurenbestand; darüber hinaus oder alternativ sind zwischen den Einzelwerken jedoch auch vielfältige weitere Querverbindungen möglich, wie etwa thematische Bezüge, Perspektivwechsel, Panoramenbildung oder die verschiedensten anderen dramaturgischen Bezüge. Zyklen, die drei Teile haben, werden in vielen Gattungen als Trilogie bezeichnet; wenn vier Teile vorliegen, spricht man von einer Tetralogie. Daneben gibt es weitere Begriffe, die ebenfalls auf eine bestimmte Anzahl von Teilen verweisen, aber weniger gebräuchlich sind.

## Begrifflichkeit

### Begriffsabgrenzung
Insbesondere bei ästhetisch anspruchsvollen Werkzyklen ergibt die Anzahl der enthaltenen Einzelwerke sich aus künstlerischen Überlegungen ihres Schöpfers, steht also oft schon früh im Produktionsprozess fest. Honoré de Balzac z. B. hatte geplant, dass sein erzählerischer Zyklus Die menschliche Komödie 137 Romane und Erzählungen umfassen sollte. Dass nur 91 davon vollendet wurden, lag daran, dass der Autor bereits mit 51 Jahren verstorben ist.
Von Werkzyklen abzugrenzen sind reine Werkreihen. Diese können theoretisch endlos fortgeschrieben werden; die genaue Zahl der Einzelwerke hat keinerlei ästhetische Begründung. Viele Romanreihen, zum Beispiel Anne Golons 13-teilige Angélique-Serie (1957–1985), gelten als Paraliteratur; andere dagegen – wie etwa die Sherlock-Holmes-Romane und -Erzählungen (1886–1927) von Arthur Conan Doyle – genügen höchsten künstlerischen Standards.
An Beispielen wie C. S. Forresters 11-bändiger Reihe von Romanen um Horatio Hornblower lässt sich aufweisen, dass der Übergang zwischen Romanzyklen und Romanreihen fließend ist. Fließend ist auch der Übergang zu Einzelromanen, die, wie etwa D. H. Lawrence’ dreiteiliger Roman Der Regenbogen (1915), aus mehreren deutlich geschiedenen Teilen zusammengesetzt sind.

### Begriffsgeschichte
Von einem Werkzyklus spricht man unabhängig davon, ob von einer zwei-, einer drei- usw. oder einer vielteiligen Serie wie z. B. Die menschliche Komödie die Rede ist. Der Terminus „Romanzyklus“ lässt sich im Deutschen seit mindestens 1874 nachweisen.
Der Begriff „Mehrteiler“ ist deutlich jüngeren Datums; er bezeichnete – als allgemeinverständliche Umschreibung für den noch nicht eingedeutschten Ausdruck Mini Series – zunächst ausschließlich Fernsehproduktionen. Als Bezeichnung für Zyklen von literarischen Werken erscheint der Begriff nicht vor den 1970er Jahren.

### Unterbegriffe
| Zahl der Teile | Bezeichnung aus Erbwortschatz | Bezeichnung aus Fremdwortschatz |
| -------------- | ----------------------------- | ------------------------------- |
| 2              | Zweiteiler                    | Dilogie (Verwendung selten)     |
| 3              | Dreiteiler                    | Trilogie                        |
| 4              | Vierteiler                    | Tetralogie                      |
| 5              | Fünfteiler                    | Pentalogie                      |
| 6              | Sechsteiler                   | Hexalogie                       |
| 7              | Siebenteiler                  | Heptalogie                      |
| 8              | Achtteiler                    | Oktologie, Oktalogie            |
| 9              | Neunteiler                    | Ennealogie                      |
| 10             | Zehnteiler                    | Dekalogie                       |
| 11             | Elfteiler                     | Undekalogie                     |
| 12             | Zwölfteiler                   | Dodekalogie                     |

Für Werkzyklen sind – je nach Anzahl der Teile – die Bezeichnungen gebräuchlich, die hier in der Tabelle angegeben sind. Die Bezeichnungen aus dem Erbwortschatz sind mehrdeutig und können außer Werkzyklen auch Einzelwerke bezeichnen, die – wie etwa Miniserien – in mehrere Episoden heruntergebrochen sind. Die Bezeichnungen aus dem Fremdwortschatz setzen sich zusammen aus griechischen Zahlwörtern und -logie.
Für eine Liste mit Beispielen von Werkzyklen siehe Liste von Mehrteilern.

## Theoretische Voraussetzungen: Textgrenzmarkierung
Hilfreich für die Entscheidung, ob ein Textkorpus a. ein einziges, aber in Teile oder Bände untergliedertes Werk oder b. einen Werkzyklus bildet – das heißt für die Textgrenzmarkierung –, sind unter anderem die Überlegungen, die die Literaturtheoretikerin Julia Kristeva 1969 zur „Geschlossenheit“ literarischer Werke angestellt hat. Kristeva sah Geschlossenheit darin, dass ein Text durch seine erzählerische Logik sein eigenes Ende von Anfang an impliziere. Ein Romanzyklus liegt danach dann vor, wenn die einzelnen Einheiten des Gesamtkorpus eine vollständige logische Lösung der „oppositionellen Dyaden“ aufweisen, die am Anfang der Erzählungen jeweils eingeführt werden.
Simpler, aber auch weniger genau, ist an anderer Stelle definiert worden, dass eine Erzählung dann als geschlossen gelten könne, „wenn der Text keine Fragen der Rezipierenden mehr offenlässt“.

## Werkzyklen in verschiedenen Gattungen

### Malerei und Grafik
Ein bekanntes Beispiel für Gemäldezyklen sind Die fünf Sinne von Rembrandt van Rijn.

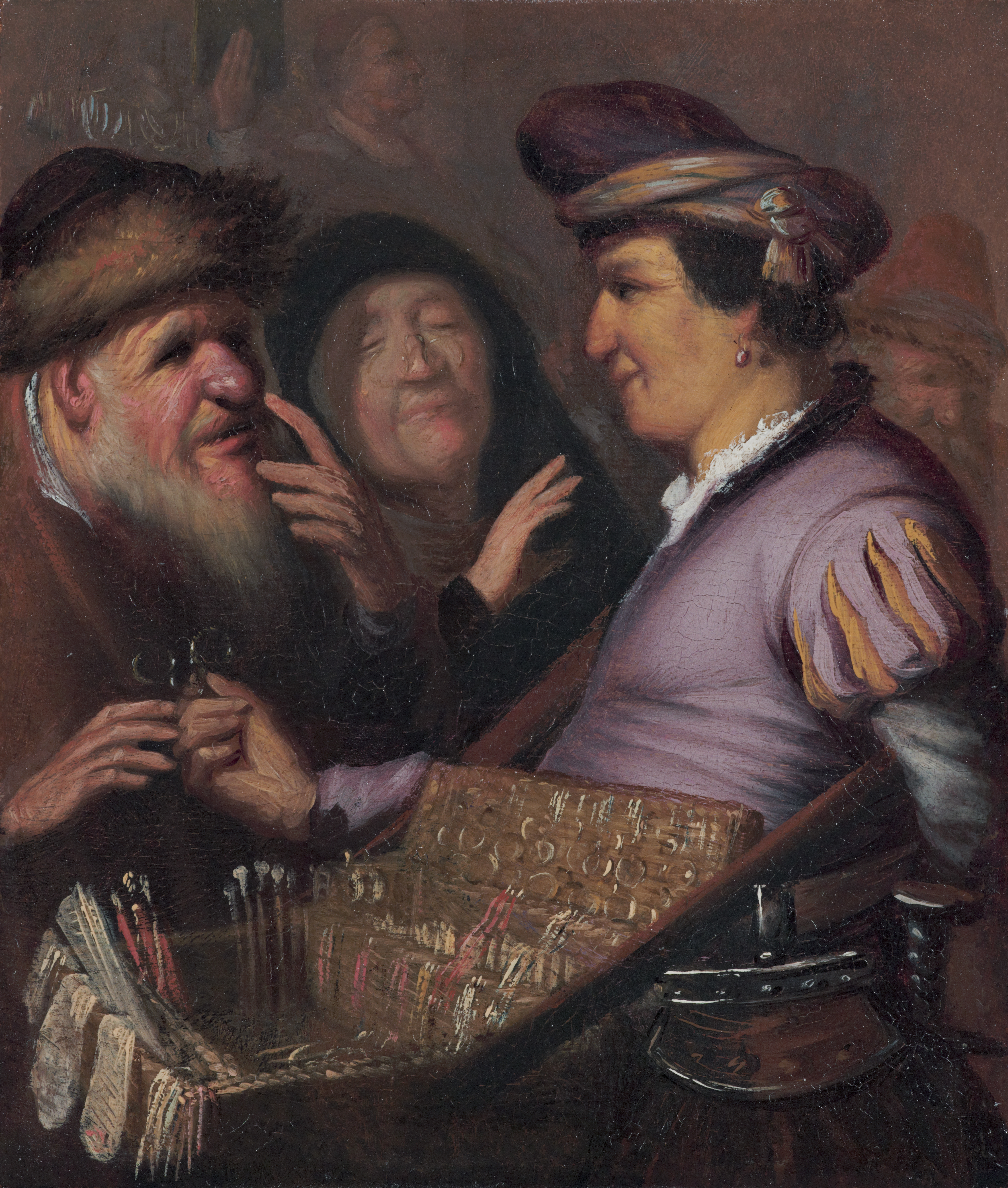
Sehen
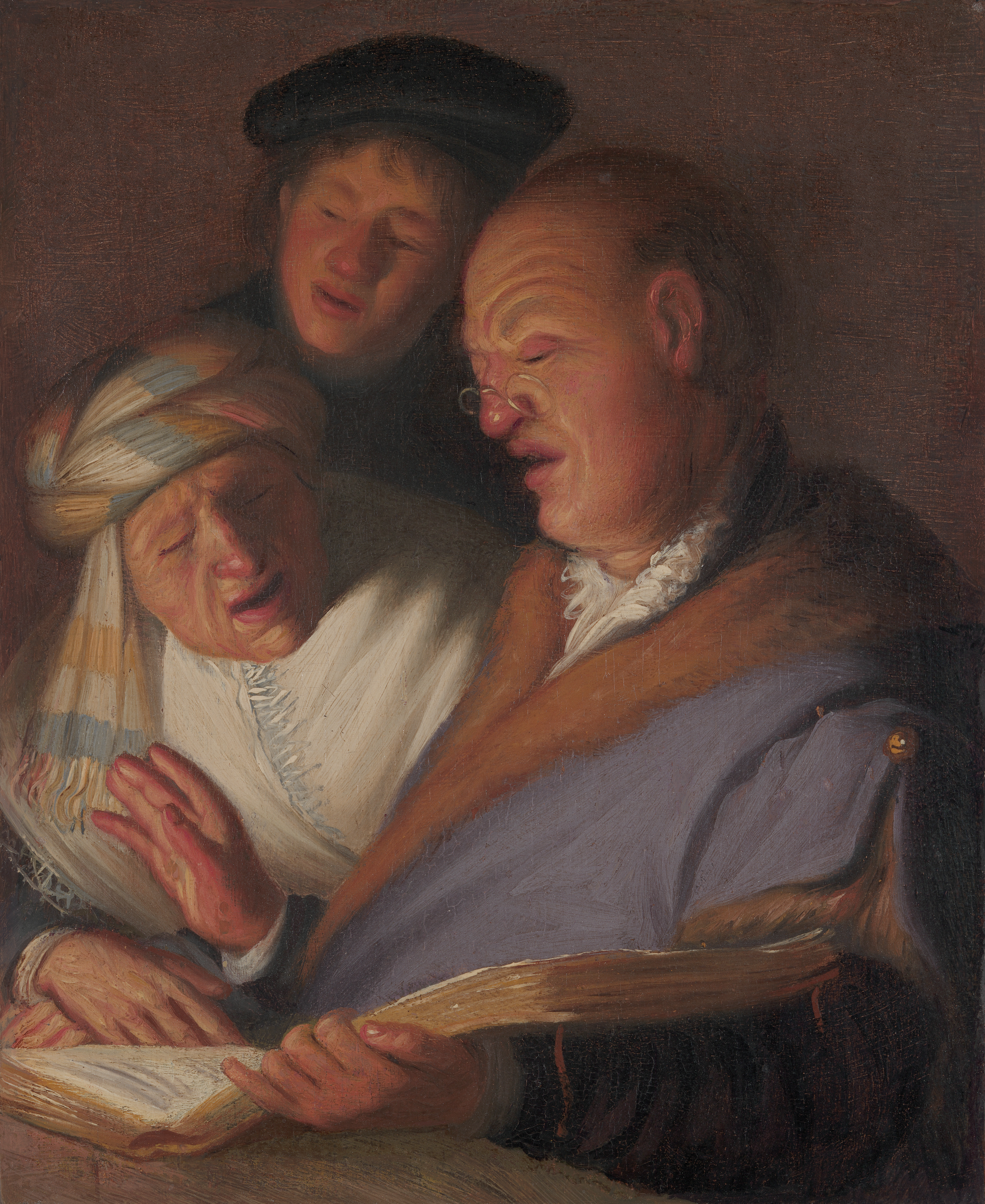
Hören
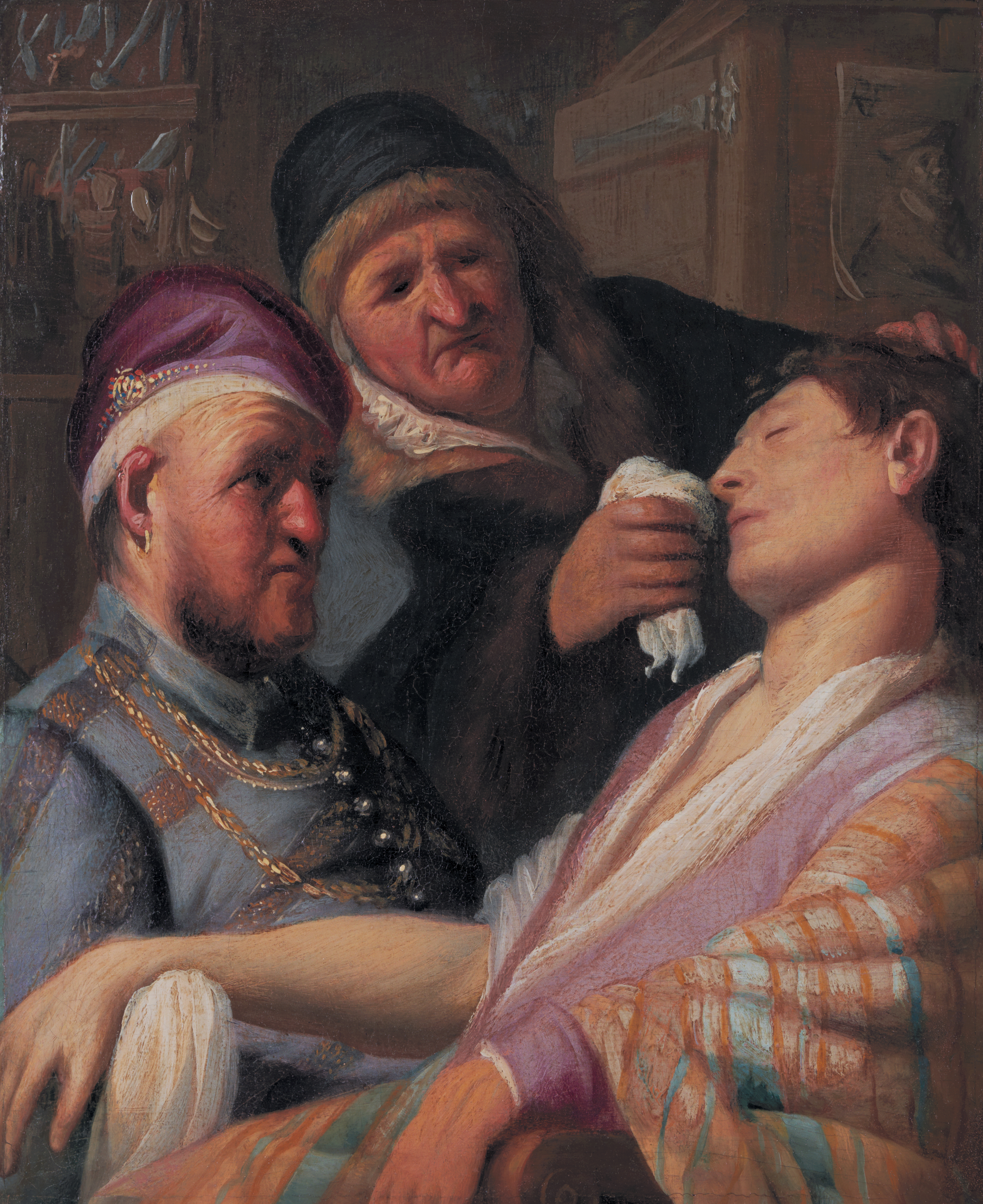
Riechen
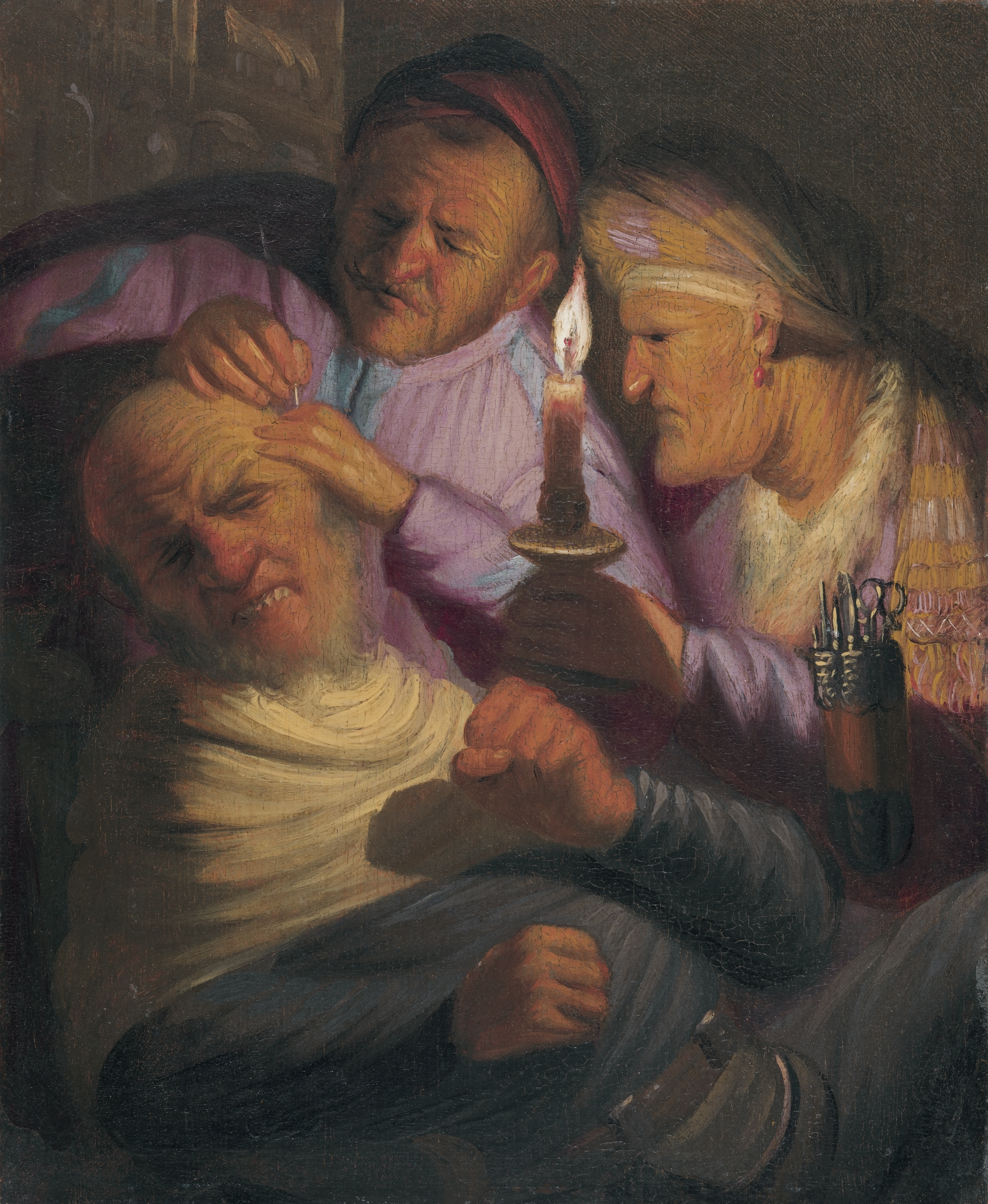
Fühlen; ein fünftes Gemälde, das den Geschmackssinn darstellt, ist verlorengegangen

### Bildhauerei
Werkzyklen unterschiedlichen Umfangs existieren auch im Bereich Skulptur und Plastik. Ein bekanntes Beispiel sind die zwölf Naumburger Stifterfiguren des Naumburger Meisters im Westchor des Naumburger Domes.

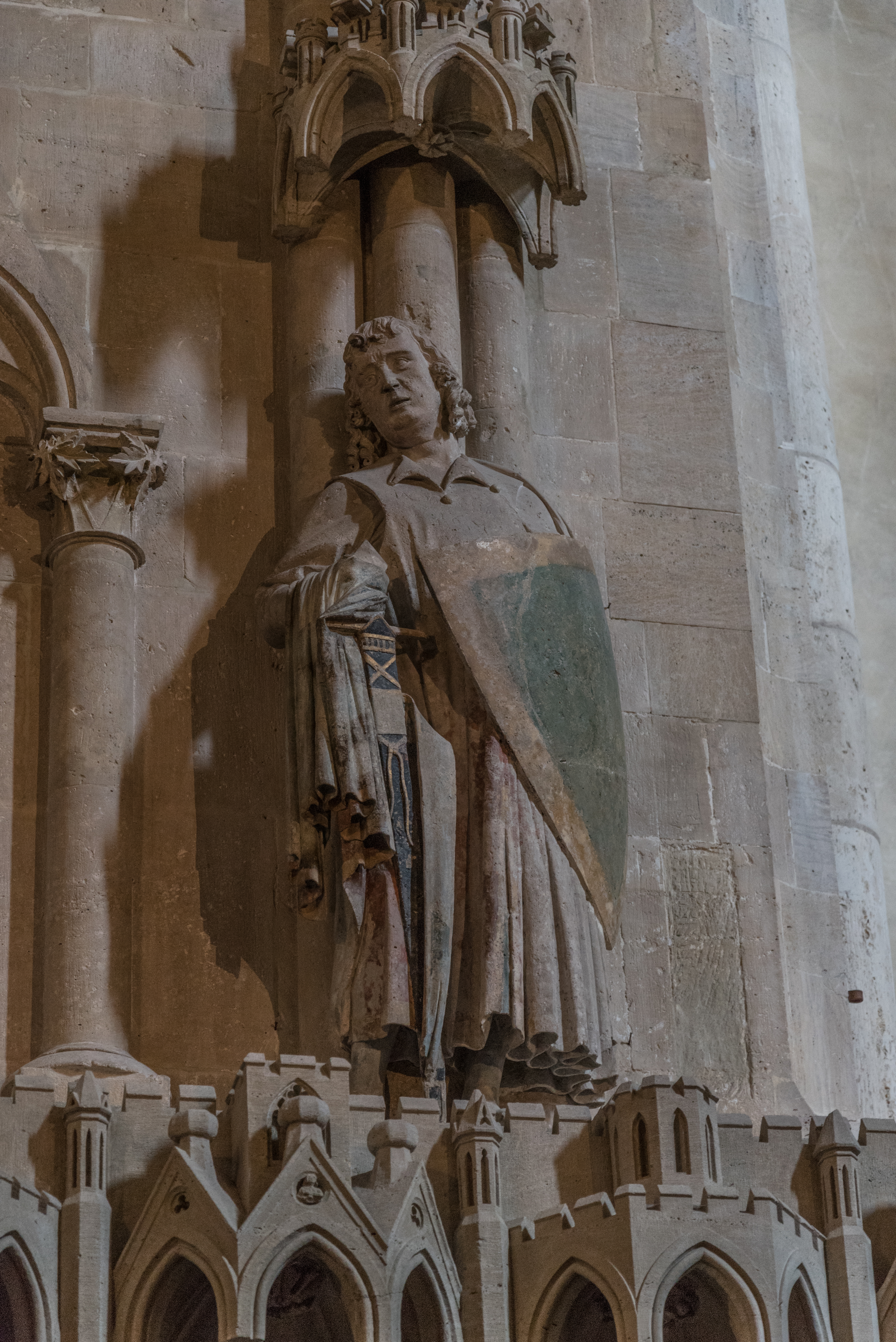
Graf Dietrich von Brehna
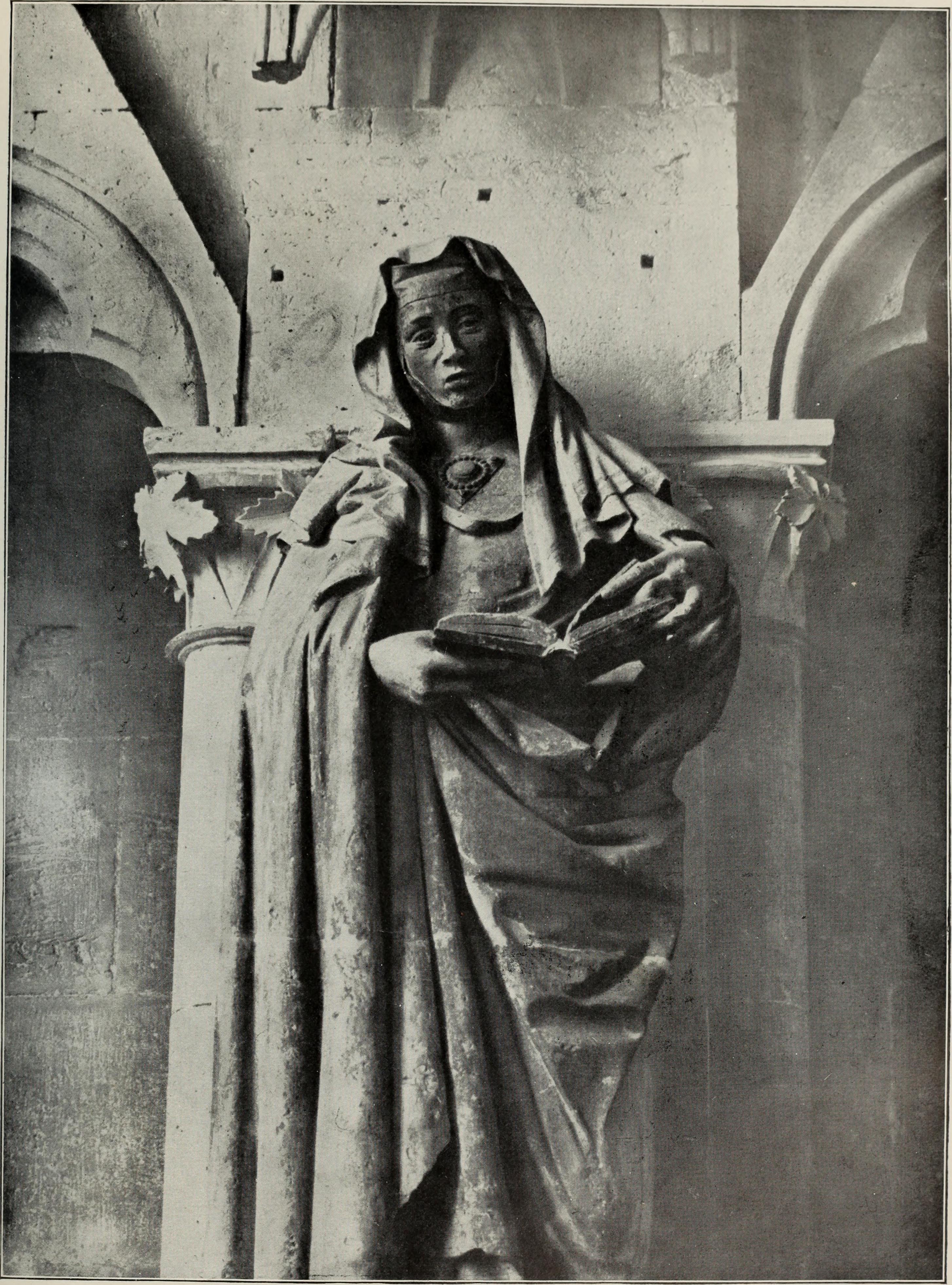
Markgräfin Gepa
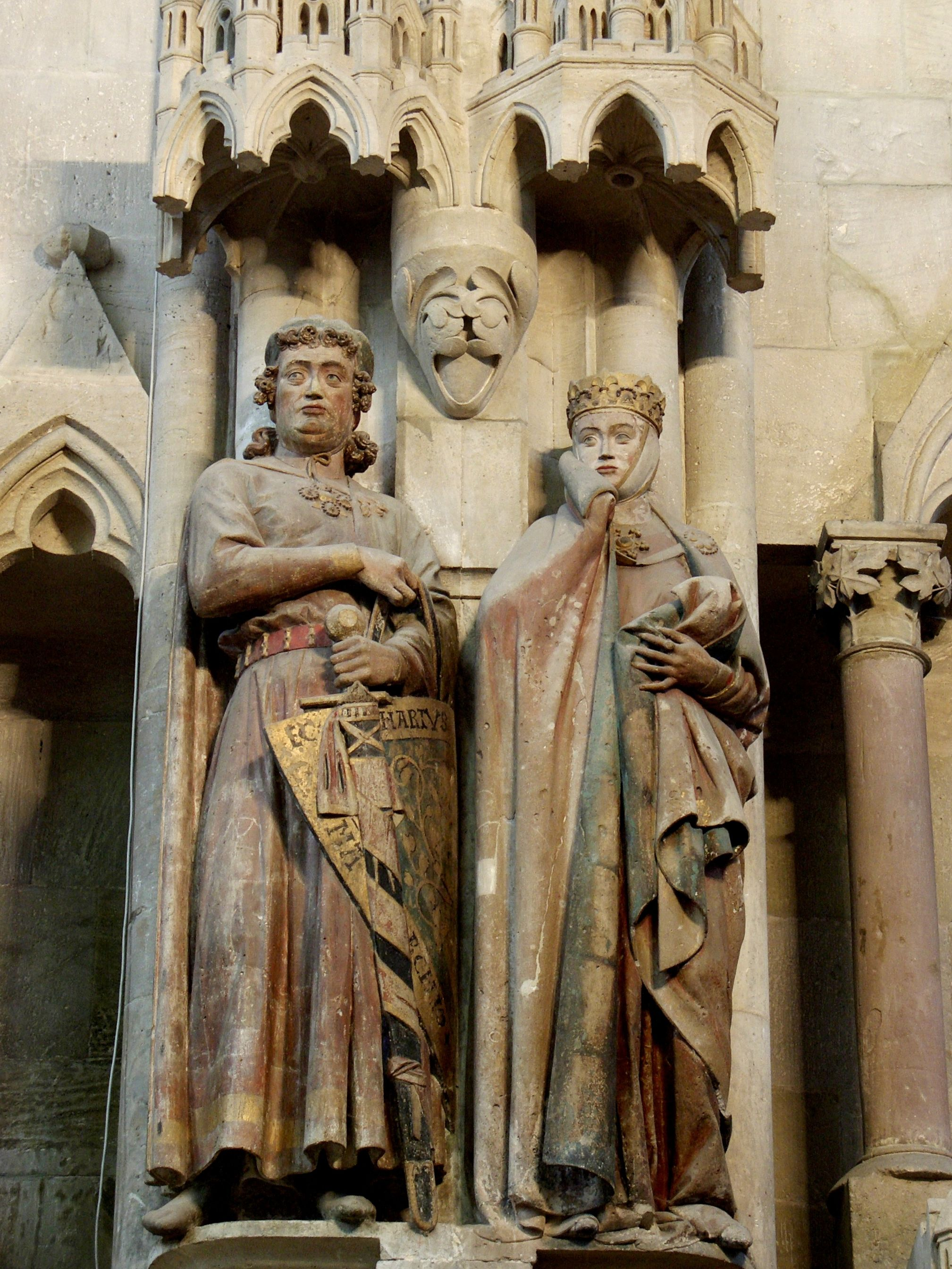
Ekkehard II. und Uta
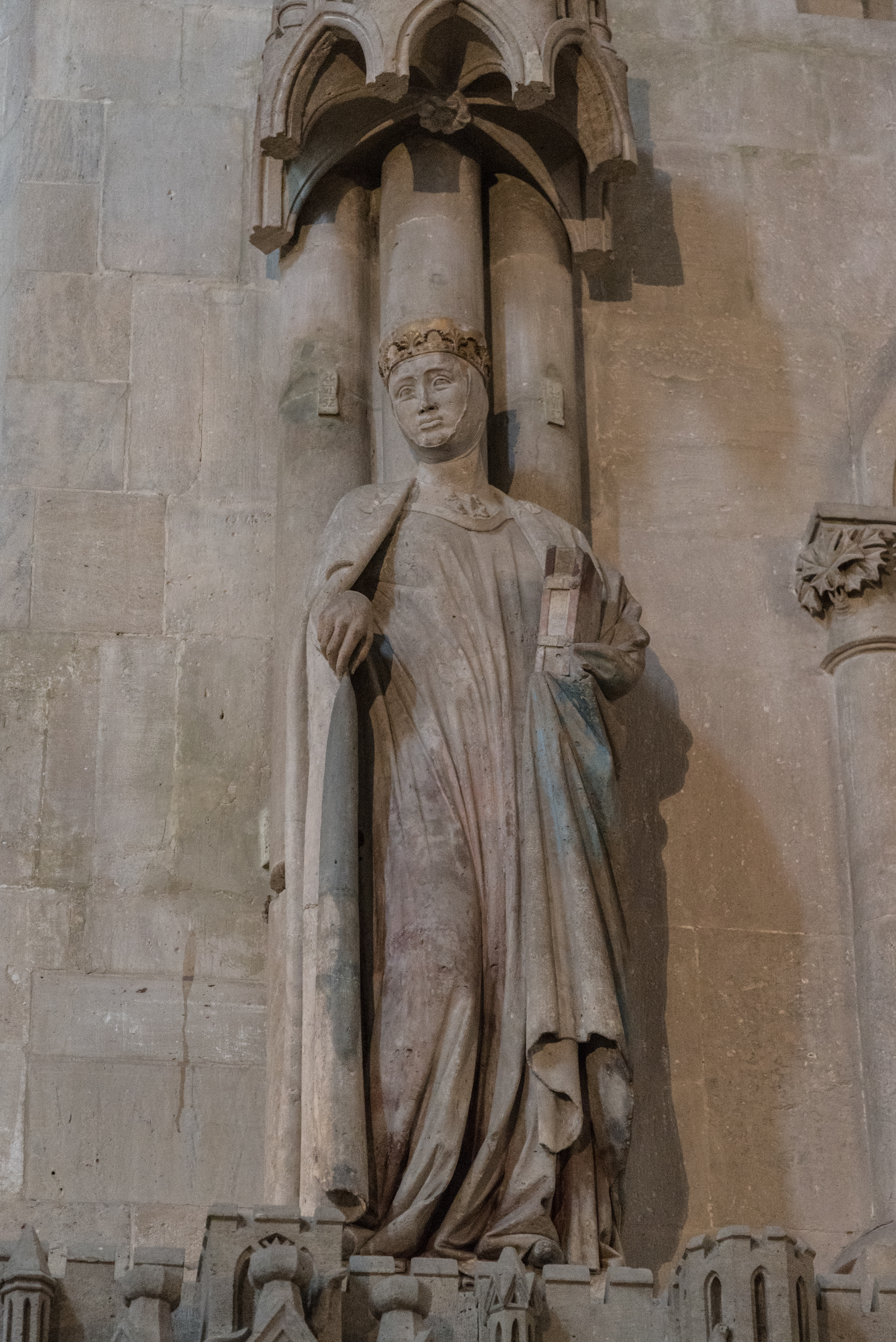
Gräfin Berchta
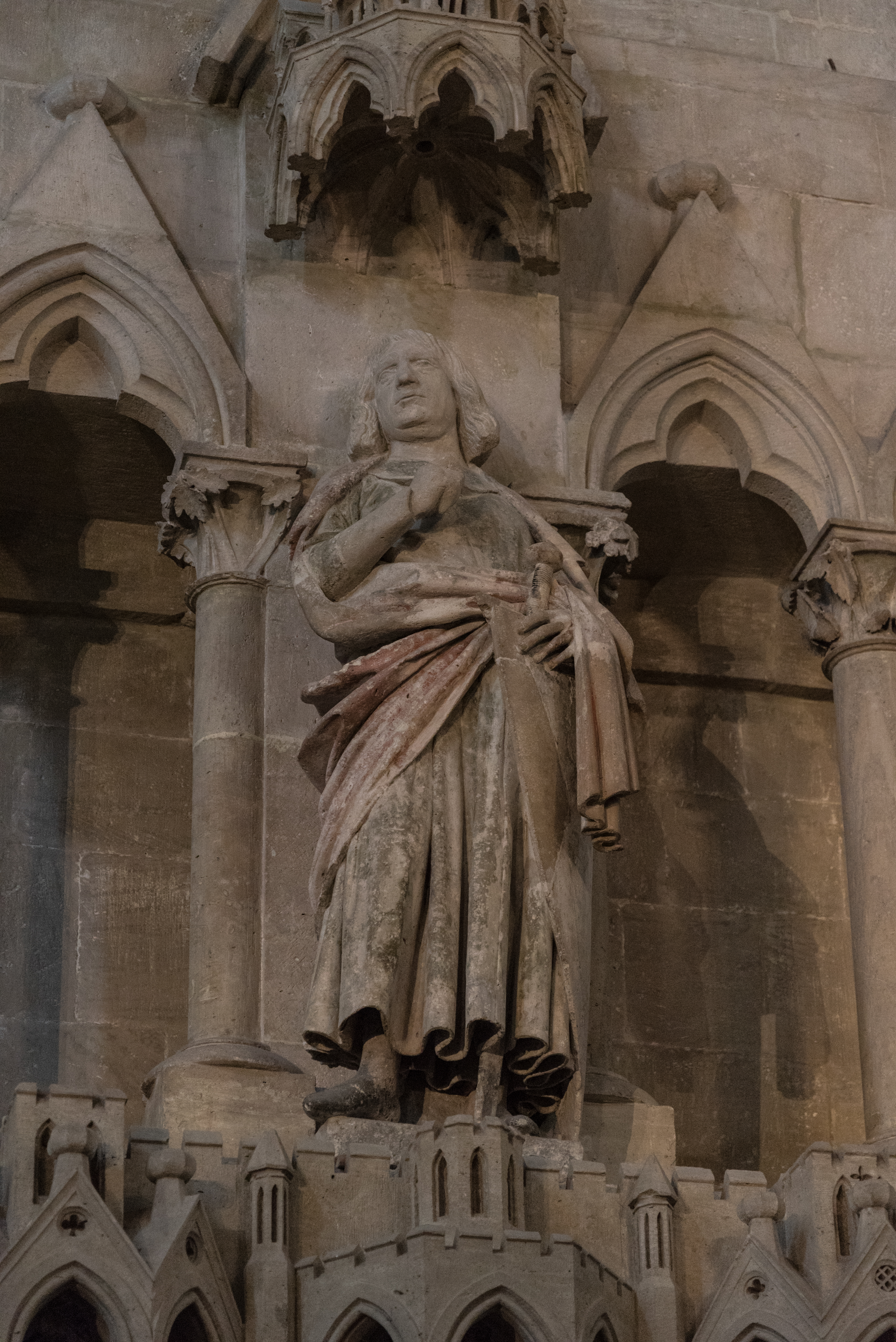
Graf Konrad
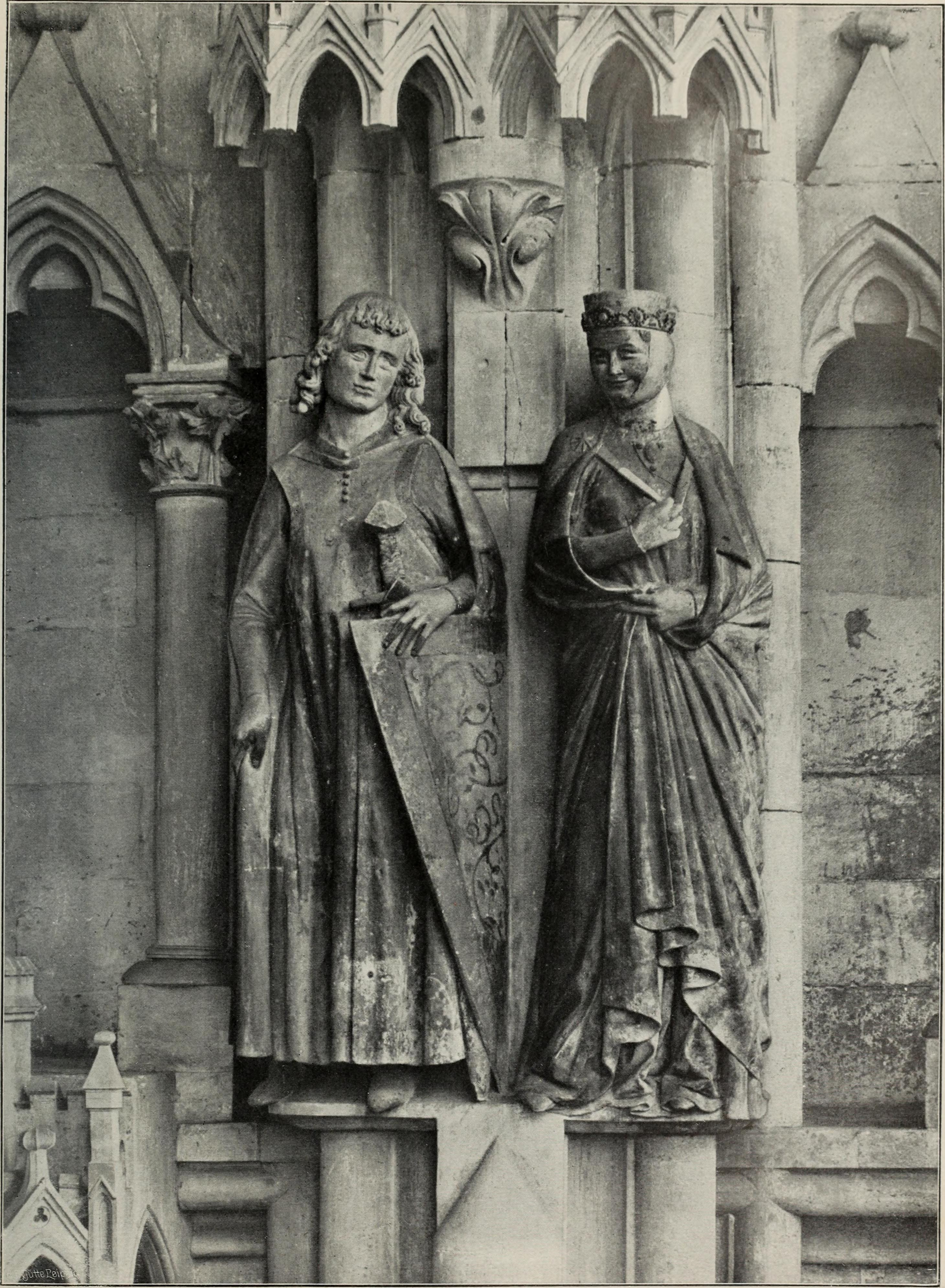
Hermann von Meißen und Reglindis
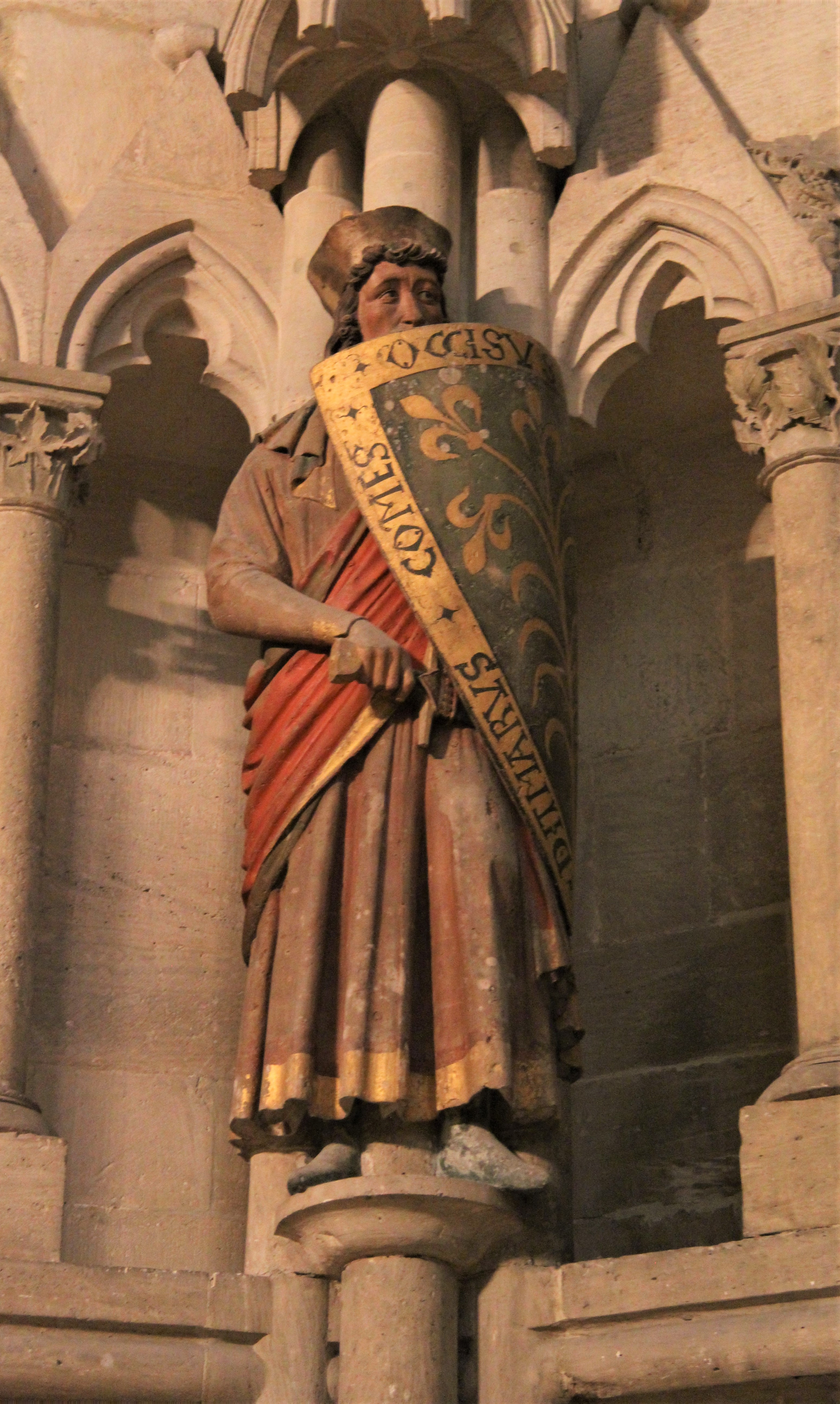
Graf Dietmar
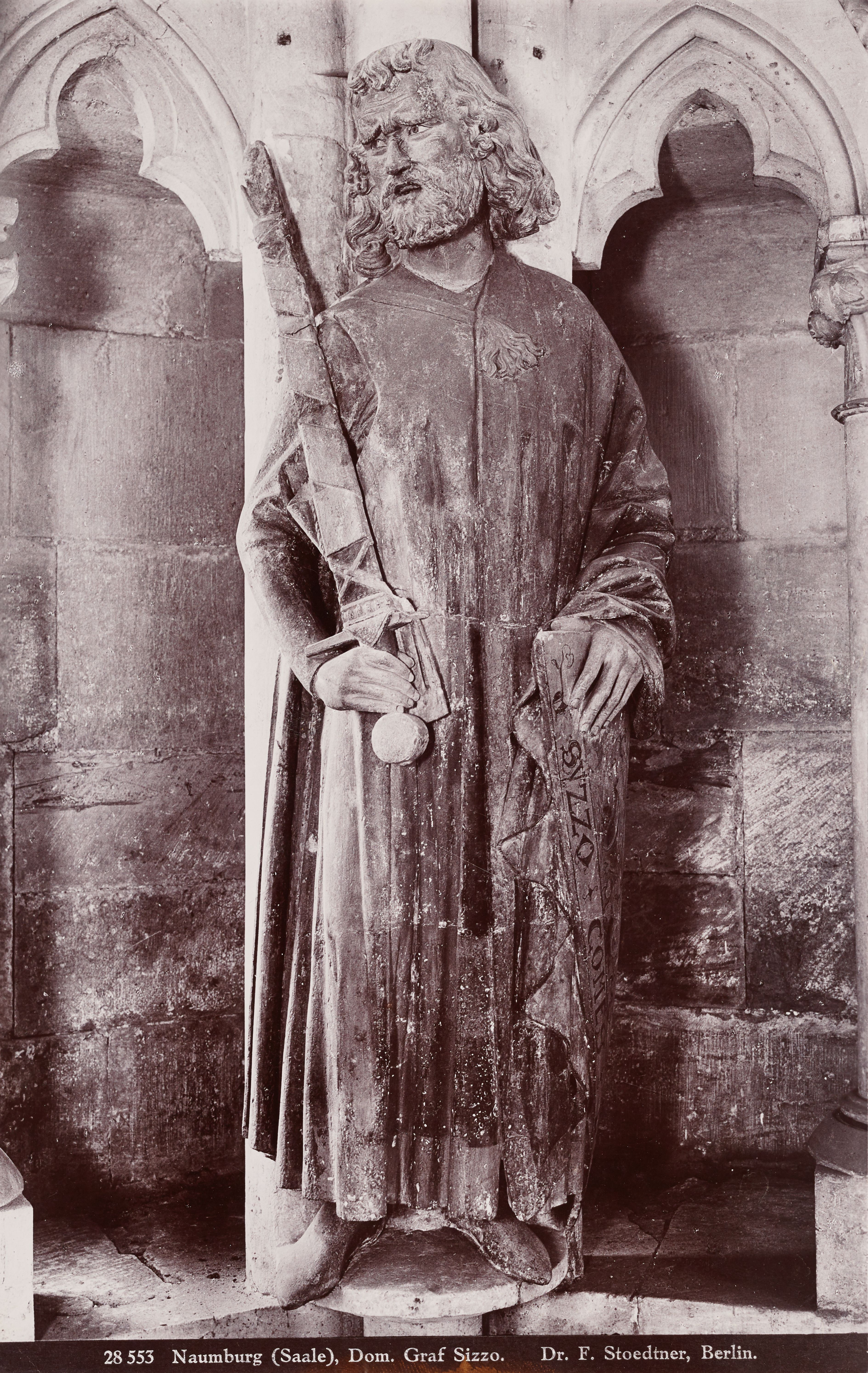
Syzzo
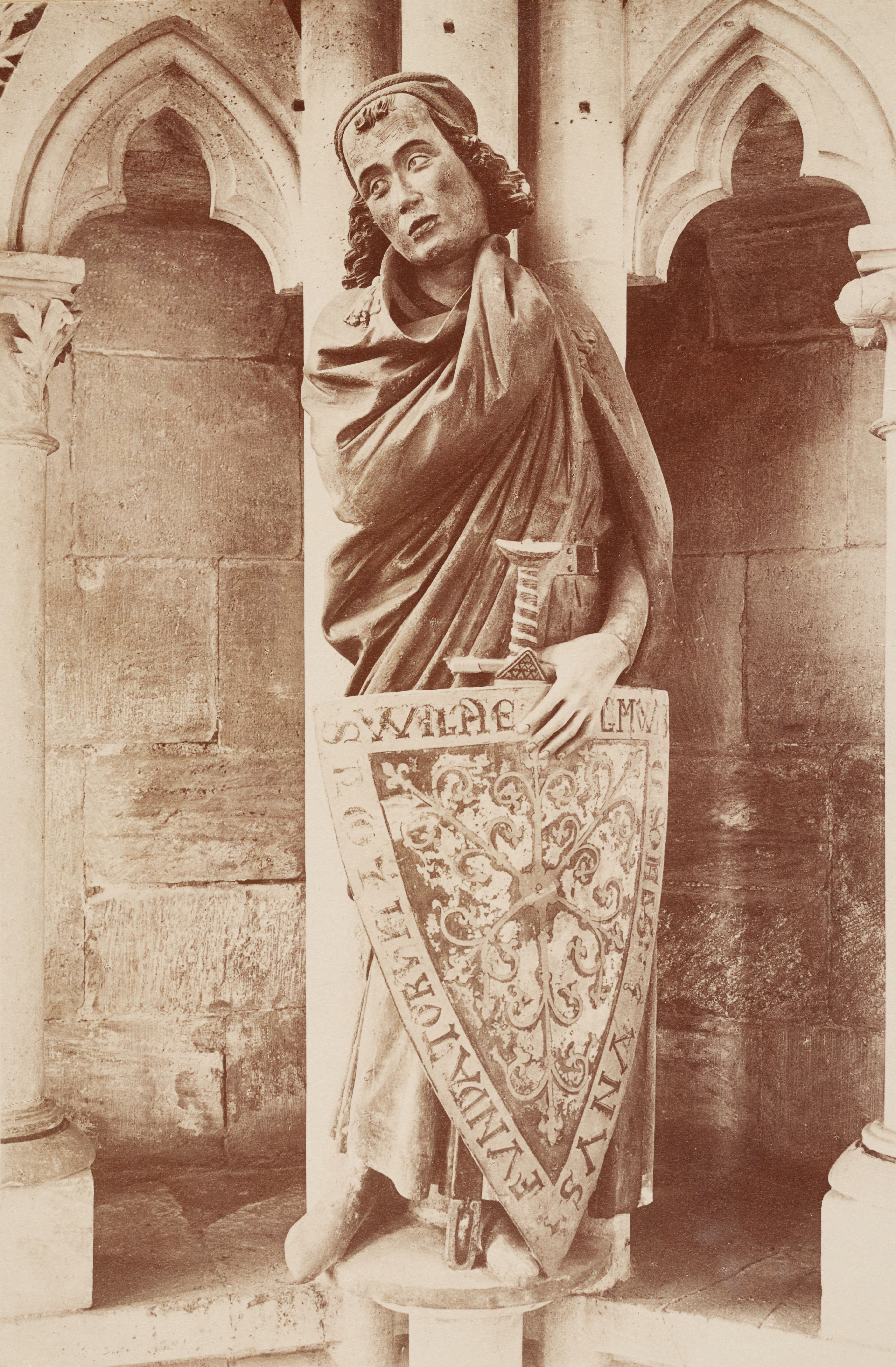
Wilhelm von Camburg
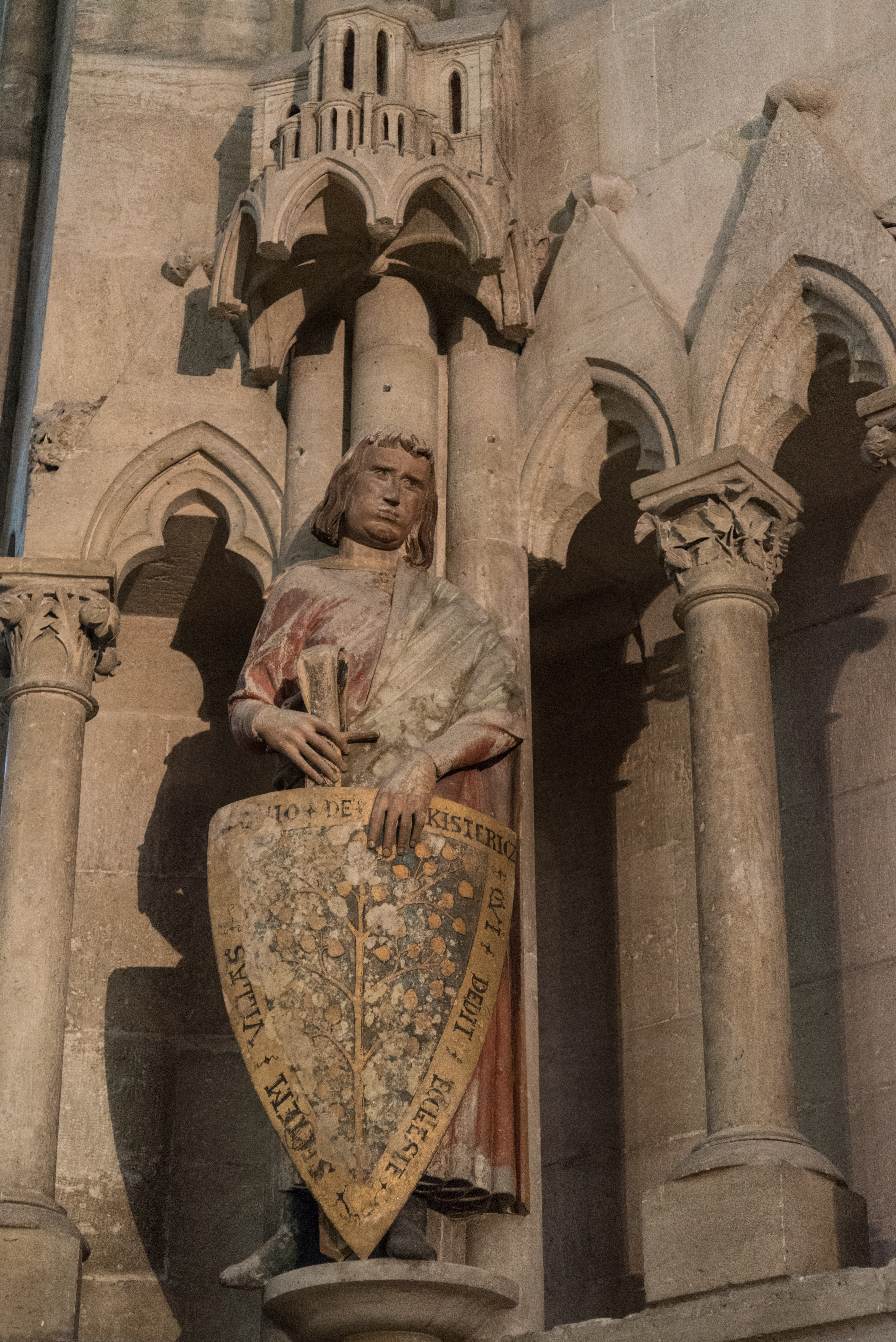
Thimo von Kistritz

### Musik
In der Musik werden Werke, die aus mehreren Sätzen, Nummern, Arien oder Ähnlichem bestehen (Sonaten, Sinfonien, Suiten, Opern, Oratorien, Messen usw.) – obwohl es sich hier der Sache nach um Zyklen handelt – gewöhnlich nicht als Zyklen bezeichnet. Der Begriff „Zyklus“ wird hier meist nur für solche Werkgruppen und -sammlungen verwendet, für die eine treffendere Formbezeichnung nicht existiert, wie etwa Liederzyklen oder Klavierzyklen. Beispiele:
- Lieder – Franz Schubert: Die schöne Müllerin
- Klavierstücke – Johann Sebastian Bach: Das Wohltemperierte Klavier
- Konzerte – Antonio Vivaldi: Die vier Jahreszeiten
- Opern – Richard Wagner: Der Ring des Nibelungen, Giacomo Puccini: Il trittico

Ein Musikalbum dagegen bildet – als bloße Sammlung von Liedern oder Stücken – in der Regel keinen Musikzyklus.

### Lyrik
Bedeutende Beispiele für Gedichtzyklen sind Shakespeares Sonette, der West-östliche Divan von Johann Wolfgang von Goethe und Les Fleurs du Mal von Charles Baudelaire.

### Versepos
Ob die traditionell Homer zugeschriebenen „Homerischen Epen“ (Ilias, Odyssee, 8. oder 7. Jahrhundert v. Chr.), die inhaltlich und formal ein Paar bilden, tatsächlich von ein und demselben Autor stammen, ist umstritten (siehe Homerische Frage).
Die Göttliche Komödie (um 1308–spätestens 1321) von Dante Alighieri, die als die bedeutendste Dichtung der italienischen Literatur gilt, ist aufgrund ihrer dreiteiligen Anlage (Inferno, Purgatorio, Paradiso) immer wieder als Trilogie beschrieben worden.

### Novellen und Erzählungen
Auch Novellen und Erzählungen werden von ihren Autoren oft als Zyklen zusammengefasst. Einschlägige Beispiele sind Die Leute von Seldwyla von Gottfried Keller und die Nachtstücke von E. T. A. Hoffmann.

### Roman
Wie sich beispielsweise an Henrik Pontoppidans Roman Hans im Glück (1898–1904) aufweisen lässt, wird Mehrteiligkeit nicht allein dadurch konstituiert, dass ein größeres Prosawerk in mehreren Bänden veröffentlicht wird. Pontoppidan hatte sein Hauptwerk zunächst in acht aufeinander folgenden Bänden mit jeweils eigenen Titeln publiziert. In späteren Ausgaben war der sehr umfangreiche Roman in vier oder zwei Bänden oder einem einzigen Band zusammengefasst.
Einer der ersten in Prosa geschriebenen Romanzyklen der neuzeitlichen europäischen Literaturgeschichte war Daniel Defoes Robinson-Crusoe-Trilogie, die dadurch entstand, dass ihr Autor, um an den großen Erfolg des Originalwerks (1719) anzuknüpfen, umgehend zwei Fortsetzungen (1719/1720) schrieb.

#### Romanzyklen in der deutschsprachigen Literatur

##### 18. und 19. Jahrhundert
Frühe Beispiele für Romanzyklen in der deutschsprachigen Literatur sind Friedrich Maximilian Klingers nur teilweise vollendete Dekade (1791–1798) und Goethes zweiteiliger Wilhelm-Meister-Roman (1795/1796, 1821). Gustav Freytag hat zwischen 1872 und 1880 einen sechsteiligen Romanzyklus Die Ahnen veröffentlicht, in dem er die Geschichte einer Familie von der Zeit der Völkerwanderung bis in die Gegenwart erzählt. Eine ganz andere Art von Literatur als Freytags Professorenroman waren die Bestseller, die Karl May im selben Zeitraum ebenfalls teilweise als Zyklen geschrieben hat, darunter der Orientzyklus (1881–1888) und die Winnetou-Trilogie (1893). Ebenso wie Mays Werk ist auch Carl Falkenhorsts Trilogie Ein afrikanischer Lederstrumpf (1889) der Abenteuerliteratur zuzuordnen. Ein breites Publikum erreichte auch Paul Lindau mit seiner Romantrilogie Berlin (1886–1888). 1894–1918 folgte der siebenteilige Romanzyklus Das Gotteslehen des bayerischen Heimatschriftstellers Ludwig Ganghofer. In der Romantrilogie Deutscher Adel um 1900 (1897–1902) warb Georg von Ompteda für ein zeitgemäßes Adelsethos.

##### Zwischenkriegszeit und Exilliteratur
Der durch seine völkisch-nationalististische Position hervorgetretene Schriftsteller Erwin Guido Kolbenheyer schrieb 1913–1923 seine Trilogie Paracelsus (1941 publiziert). Ebenfalls aus deutschnationalem, wenn nicht völkischem Geiste entstanden Walter Bloems Romantrilogie über den Deutsch-Französischen Krieg (1912, Das eiserne Jahr, Volk wider Volk, Die Schmiede der Zukunft), Werner Jansens „Heldenzeit-Trilogie“ (1916–1920), Artur Dinters Trilogie Die Sünden der Zeit (1917–1922), Walter von Molos Trilogie Ein Volk wacht auf (1918–1921), Siegfried von der Trencks Trilogie Das Lebensbuch (1925–1928) und Hermann Eris Busses Schwarzwälder Trilogie Bauernadel (1929/1930).
In der noch heute anerkannten Hochliteratur erschienen Romanzyklen vereinzelt wieder im frühen 20. Jahrhundert mit Beispielen wie der autobiografischen Asmus-Semper-Trilogie (1904–1916) von Otto Ernst. Bedeutung gewannen sie in der Zwischenkriegszeit und der Exilliteratur mit Beispielen wie
der „Kaiserreich-Trilogie“ (Der Untertan, 1918; Die Armen, 1917; Der Kopf, 1925) von Heinrich Mann,
der Borgia-Trilogie (1920–1922) des Österreichers Ludwig Huna,
Das Rosenwunder („Sand-Trilogie“, 1924–1926) von Enrica von Handel-Mazzetti,
der Jugend-Tetralogie (1924–1931) von Frank Thiess,
der Trilogie Die Eingeengten/Hoffnung auf Licht/Fluchtversuche (1926–1930) von Franz Herwig,
dem unvollendeten Romanzyklus Der große Krieg der weißen Männer (1927–1957) von Stefan Zweig,
der Österreichischen Trilogie (1928–1932) von Fritz von Herzmanovsky-Orlando,
der Tetralogie Das Ende eines großen Mannes (1928–1932) von Hermann Kesten,
die Sibirische Trilogie (1929–1932) von Edwin Erich Dwinger,
Die Schlafwandler (1930–1932) von Hermann Broch,
der Wartesaal-Trilogie (1930–1940) und der Josephus-Trilogie (1932–1942) von Lion Feuchtwanger,
Joseph und seine Brüder (1933–1943) von Thomas Mann,
den beiden Henri-Quatre-Romanen (1935/1938) von Heinrich Mann und
November 1918 (1937–1943) von Alfred Döblin. Einige im Exil entstandene Romanzyklen wurden erst nach dem Ende des Zweiten Weltkrieges veröffentlicht, darunter Hans Henny Jahnns unvollendete Trilogie Fluss ohne Ufer (1934–1959 entstanden; 1949–1961 veröffentlicht) und Manès Sperbers Trilogie Wie eine Träne im Ozean (1940–1951 entstanden; 1961 erstmals auf Deutsch veröffentlicht). Elias Canetti publizierte 1936 seinen Erstlingsroman Die Blendung, der den Auftakt zu einem Romanzyklus „Comédie Humaine an Irren“ bilden sollte; die geplanten sieben weiteren Romane hat Canetti dann aber nie geschrieben.

##### Schweiz 1900–1945
In der Schweiz hatte Paul Ilg bereits 1906–1913 seine autobiografisch inspirierte Romantetralogie Das Menschlein Matthias/Die Brüder Moor/Lebensdrang/Der Landstörtzer publiziert. Die Trilogie, die Jakob Bosshart auf der Grundlage seines Romans Ein Rufer in der Wüste (1921) schaffen wollte, blieb unvollendet. Jakob Schaffner veröffentlichte 1922–1939 eine Johannes-Tetralogie. Die Romantrilogie Im roten Feld (1938–1951) ihres Schweizer Landsmanns Jakob Bührers blieb unvollendet. Robert Faesi hat von 1941 bis 1952 eine Zürcher Romantrilogie publiziert.

##### Zeit des Nationalsozialismus
Bruno Brehms Trilogie Apis und Este (1931), Das war das Ende (1932) und Weder Kaiser noch König (1933) wurde, anders als die meisten anderen Zyklen der Zwischenkriegszeit, in Deutschland auch nach 1933 noch intensiv rezipiert. Im nationalsozialistischen Deutschland erschienen – teils regimekonform, teils als Ausdruck einer Inneren Emigration –
Hans Hermann Wilhelms Romantrilogie Die Frickes (1933–1941),
Otto Pausts Deutsche Trilogie (1935–1937),
Peter Stühlens Trilogie Die Elsißträger (1936–1941),
Wolf Justin Hartmanns Tetralogie Die Schicksalsgeige (1935–1956),
Rudolf von Eichthals Erich-Spielvogel-Tetralogie (1937–1955),
Werner Helwigs Hellas-Trilogie (1939–1953),
Hans Reyhings dreiteiliger Dorfroman Der tausendjährige Acker (1942) und
Johannes Tralows Osmanische Tetralogie (1942–1956).
Wilhelm Kotzde-Kottenrodts Elsässische Trilogie (1944) blieb unvollendet.

##### Kinder- und Jugendroman bis 1945
Eine Schweizer Pionierin des Romanzyklus war Johanna Spyri mit ihren beiden Heidi-Romanen (1880/1881). Im 20. Jahrhundert folgte ihr die Landsmännin Olga Meyer (Anneli-Trilogie, 1918–1934).
In Deutschland war Emmy von Rhodens als Solitärwerk konzipierter Mädchenroman Der Trotzkopf (1885) Ausgangspunkt für mehrere Fortsetzungen durch andere Autorinnen, darunter ihre Tochter Else Wildhagen; drei der insgesamt sieben Sequels waren nicht autorisiert. Else Ury folgte diesem Vorbild in ihrer zehnteiligen Nesthäkchen-Reihe (1913–1925), in der sie die Lebensgeschichte eines Berliner Arztkindes von der Vorschulzeit bis ins hohe Alter erzählt hat. Magda Trott hat in ihrer zwölfteiligen Pucki-Reihe (1935–1941) Ähnliches unternommen.
Weniger bekannt als diese Klassiker der Mädchenliteratur ist heute die Trilogie Die Höhlenkinder (1918–1920) von Alois Theodor Sonnleitner (eigentlich Alois Tlučhoř). Peter Dörfler publizierte eine Apollonia-Trilogie (1930) und eine Allgäu-Trilogie (1934–1936).

##### Deutschland seit 1945
Die 1951–1954 erschienene Trilogie des Scheiterns gilt als das Hauptwerk von Wolfgang Koeppen. Zu den bedeutendsten Romanzyklen der westdeutschen Nachkriegsliteratur zählt die Danziger Trilogie (Die Blechtrommel/Katz und Maus/Hundejahre, 1959–1963) von Günter Grass.
Eckhard Henscheids 1973–1978 erschienene Trilogie des laufenden Schwachsinns porträtiert auf karikaturistische Weise das künstlerisch-linksintellektuelle Milieu im zeitgenössischen Frankfurt. Hubert Fichtes postum erschienener Romanzyklus Die Geschichte der Empfindlichkeit (1987–2006) war 19-bändig geplant gewesen; der Autor hatte von dem 1974 begonnene Werk bis zu seinem Tode aber nur 17 Bände schreiben können. Zu den erfolgreichsten deutschen Romanzyklen der 1970er Jahre zählt Christine Brückners Poenichen-Trilogie (Jauche und Levkojen/Nirgendwo ist Poenichen/Die Quints, 1975–1985). Leonie Ossowski hat sich in ihrer Schlesien-Trilogie (1976–1991) mit dem Verlust ihrer Heimat auseinandergesetzt und gleichzeitig den Polen angenähert, die dort heute leben. In seiner Thuja-Trilogie (1977–1991) hat Günter Herburger umfangreiche Reflexionen „über die Gegenwart der Bundesrepublik, der ehemaligen DDR“ angestellt.
Als Hauptwerk von Patrick Roth gilt dessen Christus-Trilogie (1991–1996), deren Handlung teils in den USA, teils in Palästina angesiedelt und deren zentrales Motiv die Auferstehung des Gottessohnes ist. Schauplatz von Frank Schulz’ Hagener Trilogie (1991–2006) sind die Kneipen und Spelunken der Geburtsstadt des Autors. Ralph Roger Glöcklers Azoren-Trilogie (2001–2008) gehört im weitesten Sinne dem Genre der Reiseromanliteratur an. In ihrer Mannheim-Trilogie (2007–2012) erzählt Nora Noé die fiktionalisierte Geschichte ihrer Familie. Angelika Klüssendorf erzählt in ihrer Trilogie Das Mädchen/April/Jahre später (2011–2018) die Geschichte einer jungen Frau, die unter schwierigen Bedingungen in der DDR aufwächst.
Ein Pionier der sozialistisch-realistischen Literatur in der DDR war Willi Bredel, der 1941–1953 eine Trilogie Verwandte und Bekannte und 1959–1964 eine Trilogie Ein neues Kapitel veröffentlichte.

##### Österreich seit 1945
Zwei der bekanntesten Romanzyklen der jüngeren österreichischen Literaturgeschichte sind die Trilogie Hunde, wollt ihr ewig leben/Der Fisch beginnt am Kopf zu stinken/Die Deutschen an der Front (1958–1964) von Fritz Wöss und die unvollendet gebliebene Trilogie Todesarten (Malina, 1971, Requiem für Fanny Goldmann, 1972; Der Fall Franza, 1978) von Ingeborg Bachmann.
Von Gerhard Roth stammen die beiden Romanzyklen Die Archive des Schweigens (1990/1991) und Orkus (1995–2011). In Robert Schneiders Rheintalischer Trilogie (Schlafes Bruder/Die Luftgängerin/Die Unberührten, 1992–2000) sind zwischen den einzelnen Werken nur lose Verbindungen entdeckt worden.

##### Schweiz seit 1945
Gion Mathias Caveltys Quifezit-Trilogie (1997/1998) umfasst drei Kunstmärchen voller Nonsense und Anspielungen auf andere literarische Texte. Zu den größten Publikumserfolgen von Urs Widmer zählt dessen fiktionalisierte Trilogie über seine Familie (Der Geliebte der Mutter/Das Buch des Vaters/Ein Leben als Zwerg, 2000–2006). 2001–2006 hat Christian Haller den aus seiner eigenen Biografie inspirierten Romanzyklus Trilogie des Erinnerns veröffentlicht.

##### Phantastische Literatur
Fantasy
Englischsprachige Autoren wie C. S. Lewis (Die Chroniken von Narnia, 1950–1956) und J. R. R. Tolkien (Der Herr der Ringe, 1954/1955) haben die Fantasy-Literatur als ein Genre etabliert, das besonders stark zur Zyklenbildung neigt. Auch im deutschsprachigen Raum ist solche Literatur entstanden, oft im Grenzbereich zur Kinder- und Jugendliteratur, darunter etwa die Akasha-Trilogie (1986) von Andreas Brandhorst und Horst Pukallus, die Tintenwelt-Tetralogie (2003–2023) von Cornelia Funke, der Merle-Zyklus (2001/2002), die Wellenläufer-Trilogie (2003/2004) und die Trilogie Das Wolkenvolk (2006/2007) von Kai Meyer, die Edelstein-Trilogie (2009–2010) und Silber – Die Trilogie der Träume (2013–2015) von Kerstin Gier, die Pan-Trilogie (2014) von Sandra Regnier und die sechsteilige Krosann-Saga (2014–2016) von Sam Feuerbach. Als erster Selbstverlegerin gelang Marah Woolf mit ihrer HexenSchwestern-Trilogie (2020/2021) die Aufnahme in die Bestsellerliste des Spiegel.
Dystopien
Nachdem Suzanne Collins mit ihrer Hunger-Games-Trilogie (2008–2010) die Zyklenbildung auch in dystopische Phantastik eingeführt hatte, entstanden entsprechende Zyklen auch im deutschsprachigen Bereich. Ein Beispiel ist die Eleria-Trilogie (2012–2014) der Österreicherin Ursula Poznanski.

#### Die Romantrilogie in der amerikanischen Literatur
In der Literatur der Vereinigten Staaten erlangte die Roman-Trilogie zwischen 1890 und 1940 große Bedeutung, wo die Verwendung dieser Form unter anderem durch den Polen Henryk Sienkiewicz (Trilogie, 1884–1888) angeregt worden war und im Werk beispielsweise von Frank Norris (The Epic of the Wheat, unvollendet, postum 1903), Upton Sinclair (nur einer von drei geplanten Romanen veröffentlicht: Manassas, 1904), Thomas Dixon (Trilogy of Reconstruction, 1905–1907), Theodore Dreiser (Trilogy of Desire, 1912–1947), John Dos Passos (U. S. A. Trilogy, 1930–1936), James T. Farrell (Studs Lonigan, 1932–1935), William Carlos Williams (Stecher Trilogy, 1937–1952) und William Faulkner (Snopes Trilogy, 1940–1959) erscheint. All diese Autoren haben die Trilogie als Gefäß für große nationale Erzählungen verwendet, die konventionelle lineare Chronologien hatten mit einem Anfang, einer Mitte und einem Ende, dem die drei Teile der Trilogie entsprachen. In derselben Zeit nutzte Pearl S. Buck die Form der Roman-Trilogie, um dem amerikanischen Lesepublikum in epischer Breite die chinesische Kultur nahezubringen (The House of Earth, 1931–1935).
Als die kulturellen Trendsetter „das Große, das Umfassende, das Epische“ (the big, the inclusive, the epic) in den 1940er Jahren für obsolet erklärten, geriet die Form in den USA zunächst wieder außer Gebrauch. Nur durch Science-Fiction- bzw. Fantasywerke wie Isaac Asimovs Foundation-Zyklus (1951–1953) und J. R. R. Tolkiens Der Herr der Ringe (1954/1955) erlangte sie in den 1950er Jahren auch in den USA erneut Beachtung.
Eine grundlegend neue Verwendung der Roman-Trilogie unternahmen in den 1980er und 1990er Jahren Philip Roth (Zuckerman-Trilogie, 1979–1985), Toni Morrison (Love-Trilogie, 1987–1998) und Cormac McCarthy (The Border Trilogy, 1992–1998), die mit der linearen Chronologie brachen und in ihren Arbeiten zwar ebenfalls amerikanische Geschichten erzählten, diese aber dekonstruierten und damit das Erzählen selbst zum Thema machten und kritisierten. Ähnliche Dekonstruktion findet sich auch in Paul Austers New-York-Trilogie (1985–1987).
In der amerikanischen Jugendliteratur, in der von Anfang an (potenziell endlose) Romanserien eine zentrale Rolle gespielt hatte, erlangten im Fantasy-Bereich im frühen 21. Jahrhundert auch Trilogien und Tetralogien starke Verbreitung (Beispiele: Christopher Paolinis Eragon, 2002–2011; Suzanne Collins’ Die Tribute von Panem, 2008–2010).

#### Gründe für Zyklenbildung bei Romanen
Epochenpanorama
Honoré de Balzac hat sein Werk Die menschliche Komödie (1829–1848), das 91 Romane und Erzählungen umfasst, geschrieben, um ein Panorama der französischen Gesellschaft in der Zeit der konservativ-monarchistischen Restauration zu schaffen. Die einzelnen Arbeiten haben unterschiedliche Schauplätze und grundlegend unterschiedliche Figuren, wobei einige Figuren jedoch mehrfach auftreten. In seinen 20-teiligen Rougon-Macquart (1871–1893) hat Émile Zola später ein Porträt der Gesellschaft des Zweiten Kaiserreiches unternommen; zusammengehalten wird dieser Romanzyklus unter anderem dadurch, dass die meisten der Hauptfiguren weitläufig miteinander verwandt sind. In diese Gruppe ist auch Sigrid Undsets Trilogie Kristin Lavranstochter (1920–1922) einzuordnen, die mit ihrer „eindrucksvollen Beschreibung der nordischen Lebensweise während des Mittelalters“ Grundlage für die Auszeichnung der Autorin mit dem Literaturnobelpreis war.
Geschichtliche Prozesse
Manchen Autoren haben die Form des Romanzyklus verwendet, um große gesellschaftliche Prozesse darzustellen. Hermann Broch z. B. hat in seiner Trilogie Die Schlafwandler (1930–1932) den Zerfall gesellschaftlicher Werte in der Wilhelmischen Zeit beschrieben. Alfred Döblins Trilogie November 1918 (1937–1943) erzählt, teilweise fiktionalisiert, die Geschichte der deutschen Novemberrevolution.
Generationenfolge
Viele Romanzyklen stehen in fließendem Übergang zum Generationenroman, wie etwa die Trilogie Die Forsyte-Saga (1906–1921) des britischen Literaturnobelpreisträgers John Galsworthy, die das Leben einer fiktiven Familie der oberen Mittelschicht Englands über vier Generationen hinweg in seinen verschiedenen Schattierungen erzählt.
Perspektivwechsel
Die ersten drei Romane in Lawrence Durrells Alexandria-Quartett (1957–1960) erzählen ein und dieselbe Geschichte, jedoch aus der Perspektive dreier verschiedener Figuren. Der vierte Roman, der erneut aus der Perspektive einer anderen Figur erzählt wird, setzt die Geschichte fort. Im Avignon-Quintett (1974–1985) hat Durrell diese Erzähltechnik, die er selbst als „relativistisch“ bezeichnet hat, fortentwickelt.
Fortsetzung der Handlung
Viele Werkzyklen verdanken ihre Entstehung in erster Linie einem Verkaufserfolg des – zunächst keineswegs auf Mehrteiligkeit angelegten – Originalwerkes (siehe auch Bestseller-Fortsetzung). Wie beispielsweise Goethes Doppelroman Wilhelm Meisters Lehrjahre (1795/1796) und Wilhelm Meisters Wanderjahre (1821/1829) zeigt, sagt die bloße Tatsache, dass ein Autor sich nach dem Abschluss eines ursprünglich als Einzelwerk geplanten Romans entscheidet, die Handlung fortzuschreiben, nichts über die Qualität des Zyklus aus.

### Graphic Novel
Ein Beispiel für Zyklenbildung bei Graphic Novels ist Peer Meters Trilogie über historische Serienmörder Haarmann/Gift/Vasmers Bruder (1990–2014).

### Drama
Dass die ersten Dramen-Trilogien der Westlichen Welt im Antiken Griechenland entstanden, ist vor dem Hintergrund zu verstehen, dass die griechische Tragödie und Komödie aus dem Kontext der Dionysien entstanden sind, mehrtägigen religiösen Festspielen, die dieser Form des Theaters großzügigen Raum boten. Als der erste Autor einer Dramen-Trilogie gilt Aischylos, der mit seiner Orestie, die er für die Dionysien eingereicht hatte, einen Preis gewann und die Stücke 458 v. Chr. erstmals aufführte. Verbindendes Thema der drei Tragödien ist die lange Serie von Gewalt im Haus des Atreus, die ihr Ende findet, als das Prinzip der individuellen Rache von dem der geordneten Rechtsprechung abgelöst wird.

### Hörspiel
Ein Beispiel für Zyklenbildung in der Gattung des Hörspiels ist Christoph Buggerts Trilogie des bürgerlichen Wahnsinns (1977–1989).

### Film
Aufgrund der sehr hohen Produktionskosten und der Ungewissheit, ob ein Film seine Herstellungskosten einspielen wird, werden Kinofilme nur in seltenen Fällen von vornherein als Zyklen konzipiert. Zu den filmhistorisch bedeutendsten Ausnahmen von dieser Regel zählt etwa Krzysztof Kieślowskis Drei-Farben-Trilogie, deren drei Einzelfilme die drei Farben der französischen Tricolore repräsentieren und die nahezu gleichzeitig produziert worden sind.
In der großen Mehrzahl der Fälle dagegen ist es erst der wirtschaftliche Erfolg eines Films, der zur Produktion einer oder mehrerer Fortsetzungen führt. Wenn die Handlung des Originals im zweiten Teil fortgeführt wird, spricht man von einem Sequel; seit etwa 1970 existiert daneben auch das Konzept des Prequels, bei dem der zweite Teil die Vorgeschichte des Originals erzählt.
Besonders häufig kommt es zur mehrteiligen Produktion bei der Adaption mehrteiliger Buchbestseller – insbesondere, wenn ein hohes Budget zur Verfügung steht. Die Fortsetzungen sind dann manchmal von Anfang an Teil des Produktionskonzepts (Beispiel: Der Herr der Ringe, 2001–2003). In anderen Fällen dagegen gibt erst ein erfolgreicher Kinostart den Ausschlag dafür, dass das finanzielle Risiko einer Fortsetzung eingegangen wird (Beispiel: Der Pate, 1972 → Der Pate – Teil II, 1974 → Der Pate III, 1990).
Frühe Beispiele aus dem deutschsprachigen Raum sind Otto Ripperts sechsteilige Homunculus-Reihe (Deutschland 1916), Joe Mays achtteiliger Filmzyklus Die Herrin der Welt (Deutschland 1919/20), Georg Jacobys sechsteilige Abenteuerserie Der Mann ohne Namen (Deutschland 1921) und Joe Mays vierteiliges Drama Tragödie der Liebe (1922/1923). Zu den kommerziell erfolgreichsten deutschsprachigen Filmzyklen der Tonfilmzeit zählen Paul Mays 08/15-Trilogie (Deutschland 1954/1955), Ernst Marischkas Sissi-Trilogie (Österreich 1955–1957) und die Immenhof-Filme (Deutschland 1955–1974) der Arca-Filmproduktion GmbH. In den 1960er Jahren folgte, als Adaption von Karl Mays Winnetou-Trilogie, Harald Reinls Winnetou-Filmreihe (1962–1965).

### Video- und Computerspiel
Werkzyklen gibt es auch im Bereich der Video- und Computerspiele.